# 膜タンパク質
膜タンパク質（まくタンパクしつ、英: Membrane protein）は、細胞または細胞小器官などの生体膜に付着しているタンパク質分子である。タンパク質全体の半分以上が膜と関係している。膜タンパク質は、膜との関係の強さによって2つに分けられる

## 分類
内在性膜タンパク質（Integral membrane proteins膜内在性タンパク質・複合膜タンパク質・統合膜たんぱく質）
常に膜に付着しているタンパク質であり、引き離すにはラウリル硫酸ナトリウムなどの界面活性剤または非極性溶媒を必要とする。
膜貫通型タンパク質
膜を完全に貫いている。タンパク質の膜貫通部位はβバレルもしくはαヘリックス構造をしている。αヘリックスは外膜を含め全ての生体膜に存在する。またβバレルはグラム陰性細菌の外膜とグラム陽性細菌の細胞壁、ミトコンドリアや葉緑体の外膜にのみ見られる。膜貫通型タンパク質を構成要素とするタンパク質ドメインを膜貫通型ドメインと呼ぶ。
一回膜貫通型タンパク質（一回膜貫通タンパク質）
一方の端のみで膜と結合しているタンパク質である。
複数回膜貫通型タンパク質（複数回膜貫通タンパク質）
二次構造または三次構造が複数回にわたって膜を貫通しているタンパク質である。
偏在性膜タンパク質
二重膜の片側内部のみに偏在するタンパク質である。
多サブユニットタンパク質
四次構造を形成して膜を貫通している多量体タンパク質である。
表在性膜タンパク質（Peripheral membrane protein周辺膜蛋白質）
疎水性相互作用、静電相互作用など共有結合以外の力によって脂質二重層または内在性膜タンパク質と一時的に結合しているタンパク質である。これを引き離すには高塩濃度の極性溶媒を必要とする。
内在性のものも表在性のものも、翻訳後修飾で脂肪酸、フェニル基鎖、プレニル基、GPIアンカー（グリコシルホスファチジルイノシトール）などが付加され、これらがアンカーとなって脂質二重層に繋ぎとめられることが多い。このようなアンカーをもつ膜タンパク質を脂質アンカー型膜タンパク質と呼ぶ。
内在性、表在性という分類はコリシンAやαヘモリシンなどのポリペプチド毒やアポトーシスに関わるある種のタンパク質には当てはまらない。これらのタンパク質は水溶性だが脂質二重層と不可逆的に結合し、αヘリックスまたはβバレル構造を持った膜貫通チャネルを形成する。別の分類法では、全ての膜タンパク質を内在性と両親媒性に分ける。両親媒性のタンパク質は水に溶け、脂質と結合するという2つの性質を持つが、内在性タンパク質は膜と結合した状態のみを取る。両親媒性タンパク質には、水溶性でチャネルを作るポリペプチド毒なども含まれる。

## 膜結合性タンパク質
非リボソームペプチドのようなタイプの、膜と相互作用を持つタンパク質も数多く存在する。これらはグラミシジンのように膜貫通型チャネルを形成し、イオノフォアとしてイオンに膜を通過させたり、脂質二重層の表面と相互作用したりする。これらのタンパク質は分泌タンパク質であり、溶解度が低いものもあるが、両親媒性に分類される。

## 膜タンパク質の構造生物学
膜タンパク質の構造生物学を述べる前に可溶化タンパク質の構造決定法に関して述べる。タンパク質の立体構造は主にX線結晶構造解析法やNMRによって得られる。これらの概要を述べた後に、膜タンパク質の特有の問題点に関して説明する。

### X線結晶構造解析法
X線結晶構造解析法は構造解析の中でも最も精度良く立体構造を決定できる方法である。X線回折データを収集することができる良質の結晶を得ることさえできれば、理論上は解析できる分子量に制限がないといった利点がある。X線構造解析法はタンパク質の結晶化、X線回折データの収集、電子密度の計算、分子構造モデルの構築と精密化という4つの段階で成り立つ。

#### タンパク質の結晶化
タンパク質の結晶を得るためにはタンパク質を大量に調製し、もっとも良質の結晶が得られる条件をスクリーニングする必要がある。タンパク質の結晶化の実験には5～30mg/ml程度の濃度のタンパク質溶液を用いる。タンパク質の結晶化の方法は大きく分けてバッチ法、液-液拡散法、蒸気拡散法の3つに分類される。どの方法もタンパク質の溶解度を低下させるような物質の溶液とタンパク質溶液を混合することによってタンパク質の溶解度の低下をさせ結晶の析出を促す。タンパク質の溶解度を低下させるような物質を沈殿剤といい、硫酸アンモニウムやポリエチレングリコール（PEG）などが用いられる。バッチ法最も単純な結晶化方法でタンパク質溶液と沈殿剤溶液を混合し、静置して結晶ができるのを待つだけの方法である。液-液拡散法はタンパク質と沈殿溶液を接触させ、液-液拡散によって徐々にタンパク質溶液中の沈殿剤濃度をあげていき、タンパク質の飽和、結晶の析出を促す方法である。蒸気拡散法は密閉された空間に沈殿剤溶液とタンパク質を混合したドロップと、沈殿剤溶液そのものを置き、蒸気圧平衡によってタンパク質がふくまれるドロップから水を蒸発させてドロップの沈殿剤濃度を徐々にあげていくことによりタンパク質結晶の析出を促す方法である。蒸気拡散法は、2008年現在もっとも多く利用されている結晶化方法である。ドロップの作り方によってシッティングドロップ蒸気拡散法とハンキングドロップ蒸気拡散法の2種類にわけられる。
タンパク質の結晶化条件の検索は通常は市販のスクリーニングキットが用いられる。沈殿剤の濃度、バッファーのpH、温度などを変化させることで蛋白質の溶解度は変化する。また別の物質を添加剤として少量加えることで最適化されることもある。二価塩や有機溶媒、変性剤、還元剤といった全く異なる物質を加えるため、場合によっては結晶の劇的な改善がみられることがある。X線解析データ収集には大きさとして約50μm以上あり、形のしっかりとした結晶が一般的に好まれる。

#### X線回折データの収集
タンパク質の構造情報は、タンパク質結晶にX線照射したときの回折イメージとして現れる。X線結晶構造解析にもちいられるX線は主に2種類ある。1つは銅原子の特性X線に由来するX線で、もうひとつはシンクロトロン放射光から得られるX線である。シンクロトロン放射光施設ではどう原子の特性X線に由来するX線よりも強い強度のX線を得ることができ、X線の波長を自由に変更できるという利点がある。日本ではシンクロトロン放射光施設は筑波のPhoton Factoryと播磨のSPring-8の2箇所ある。X線を結晶に照射する方法には、結晶をキャピラリに封入してそこにX線を照射するキャピラリ法と結晶を100K程度の窒素気流の中で瞬間冷却し、その状態でX線を照射するクライオ法の2種類がある。2008年現在はクライオ法が一般的に用いられている。結晶を100Kの窒素気流におくと結晶中に含まれている水が凍結してしまうため20％程度のグリセロールやエチレングリコールを抗凍結剤として加える。X線の回折イメージはイメージングプレートやCCDカメラを利用する。回折イメージは数値化されプログラムによって回折データを処理する。回折イメージから結晶の対称性と格子定数を決定し、結晶の対称性と格子定数の値から推測される位置に現れる回折斑点の強さを積分することによって数値化する。回折データは各反射の位置を示す情報とその反射の強度とその標準偏差という形式でまとめられる。

#### 電子密度の計算
構造解析の方法は分子置換法、重原子同型置換法、異常分散法の3種類がある。分子置換法とは構造が類似したタンパク質分子の構造データを利用して。目的タンパク質の位相を計算する方法である。重原子同型置換法とは結晶化実験によって得られたもとの結晶とそれを重原子で置換した結晶の回折強度の差から位相を求める方法であり、類似構造が解かれていない場合に用いる。異常分散法も類似構造が解かれていない場合に用いる方法である。

#### 分子構造モデルの構築および精密化
電子密度を計算したら分子構造モデルを構築する。分子置換法で位相計算を行った場合はすでに分子構造モデルがあるためその必要はないが、重原子同型置換法や異常分散法によって得られた情報は、結晶に含まれる分子に由来する原子の電子密度なので、はじめにその電子密度にあうような分子構造モデルを構築する必要がある。得られた構造モデルのRという値が十分低下するまで精密化する必要がある。

### NMR
NMR法の最大の利点はは目的分子を溶液状態で測定し、解析できることである。また溶液状態での解析は分子の環境変化に対する挙動を観測することを可能にしており、構造の温度依存性、pH依存性、濃度依存性などを調べることができる。欠点は分子量が60KDまでの生体高分子までしか解析できない点などが挙げられるが技術革新で制限が緩和している。NMRを用いたタンパク質の立体構造解析は、まずは遺伝子工学を用いてタンパク質の大量発現系と大量精製系を確立する。次にNMR測定用サンプル調整し、アミノ酸の同定と連鎖帰属する。次に核間距離情報と二面角情報を収集し、二次構造を推定し立体構造計算を行う。

### 膜タンパク質における注意点
可溶性のタンパク質については比較的容易に立体構造を決めることができるが膜タンパク質に関しては非常に困難である。X線結晶構造解析法における最大の問題点は膜タンパク質の結晶化にある。膜タンパク質を結晶にするためには適切な界面活性剤を用いて膜から可溶化する必要があるがこの条件設定および界面活性剤存在下での結晶化は非常にデリケートで根気が必要である。膜タンパク質は通常の蒸気拡散法を用いた結晶化では良質な結晶が得られにくい。脂質キュービック相法（LCP法）やHiLiDe法やBicelle法などが膜タンパク質の結晶化に有効な方法として注目されている。特に脂質キュービック相法は蒸気拡散法の次に報告例が多い結晶化法である。脂質キュービック相法は1996年にLandauとRosenbuschによって提唱された。Kobilkaらのグルーブによってβ2アドレナリン受容体とG蛋白質の複合体が脂質キュービック相法により結晶化され構造解析された例は、脂質キュービック相法の大きな成果のひとつである。脂質キュービック相法はタンパク質の結晶化に通常用いられる蒸気拡散法と異なりキュービック相とよばれる三次元的に連続した脂質層中に膜タンパク質を再構成させて結晶化を行う手法である。界面活性剤に覆われた膜タンパク質領域が脂質に置き換わるため密に集まりやすく高分解能の結晶が得られる傾向がある。また理化学研究所の横山茂之らは大腸菌由来のCECF法の無細胞タンパク質合成系を用いて膜タンパク質を合成する方法を2009年に開発した。その後、界面活性剤による可溶化を行わずに試料を高濃度に生成できる可溶性膜断片法（S-MF法）が開発された。なお結晶化だけではなく膜タンパク質は発現量が低いことも解析を難しくしている。
X線結晶構造解析法以外に構造の情報を得る方法としては分子動力学法をはじめとする計算機シミュレーションやトポロジーを予測するハイドロパシー解析がある。これらの手法は構造解析を行うことなく、構造情報が得られる。また膜タンパク質の可溶化に成功して安定に精製できれば、良質の結晶が得られなくともX線以外の方法でなんらかの構造情報が得られる。立体構造決定が可能な手法としては電子顕微鏡、NMR法、電子スピン共鳴法などが知られる。電子顕微鏡には主に2つの構造解析法がある。1つは2次元結晶を用いる方法であり電子線結晶法ともよばれている。高い分解能で立体構造決定が可能であるが、2次元結晶（単分子膜構造）の作成が必要である。もう一つは単粒子解析法であり、タンパク質分子像を数多く個別に集めて統計平均を取ることで解析精度を向上させる手法である。電子顕微鏡ではいずれの手法でも電子線によるタンパク質の物理的損傷が大きな問題となっており、サンプルを極低温にして測定を行っている。NMR法はサンプル状態の違いにより溶液NMR法と個体NMR法に分類される。溶液NMR法は界面活性剤などで完全可溶化することが必須であるが、高い分解能での立体構造決定やリガンドなどとの分子間相互作用の解析が可能である。溶液NMR法は構造解析に完全可溶化状態を要求する点で他の手法と大きく異なるが、逆に可溶化条件の検討という点では最も優れた手法である。固体NMR法は様々なサンプル状態での解析が可能であることや極低温条件下で感度の大幅な向上が可能である。電子スピン共鳴法ではスピンラベルとよばれる反応性の低いラジカルを膜タンパク質に複数導入することでラジカル間距離を得る。多数のラジカル間距離を集めることで低分解能ながら立体構造を決定することができる。